# Impella
Impella ist ein Herzunterstützungssystem der Firma Abiomed. Es dient der temporären Unterstützung der linken und (seltener) rechten Herzhälfte bei einem Kardiogenen Schock. Die Produktpalette hat ihren Namen nach ihrer Gründungsfirma „Impella AG“, die seit 1997 mit der Forschung und Entwicklung dieser Geräte betraut war.

## Entwicklung
Bereits in den 1990er-Jahren forschte eine kleine Gruppe, um den Ingenieur Thorsten Sieß, am Aachener Helmholtz-Institut für Biomedizinische Technik mit Mitteln der Deutschen Forschungsgemeinschaft (DFG) an der Entwicklung von Blutpumpen. Daraus gründete sich 1997 das Start-up-Unternehmen Impella AG, das im Jahr 2000 für die Entwicklung und Vermarktung eines ersten intrakardialen Pumpsystems mit dem Innovationspreis der deutschen Wirtschaft ausgezeichnet wurde.
Nach einem Insolvenzverfahren im Jahr 2002 konnte das Unternehmen mit neuen Investoren als „Impella Cardio Systems AG“ neu starten und ihre Entwicklungen an Herzpumpen fortsetzen. Schließlich wurde Impella im Jahr 2005 von dem amerikanischen Medizintechnikunternehmen Abiomed übernommen und der Aachener Standort als Europazentrale der Mutterfirma ausgebaut. Seitdem konnten mit den Impella-Produkten fünf Zulassungen bei der FDA und zahlreiche Patente verzeichnet werden.

## Prinzip
Bei der Impella handelt es sich um eine sehr kleine Axialpumpe, die über ein arterielles Gefäß (häufig die Arteria femoralis) bis zum Herz vorgeschoben wird. Dort kommt es so zu liegen, dass das Blut im linken Ventrikel von der Pumpe aufgenommen und in die Aorta ascendens gepumpt wird. Dadurch wird die Kreislauffunktion verbessert und die Belastung der linken Herzkammer verringert. Darin unterscheidet sich die Impella etwa von der Veno-Arteriellen-Extrakorporalen Membranoxygenierung, bei der die Nachlast für die linke Herzkammer erhöht wird.

## Systemvarianten
Für die linke Herzkammer gibt es das System in drei verschiedenen Größen und kann einen Blutfluss von 2,5 l/min bis 5 l/min erzeugen. Sie arbeiten mit einer Rotationsgeschwindigkeit von bis zu 50.000 Umdrehungen pro Minute.
- Impella 2.5  für selektive und dringende Hochrisikoeingriffe, erlaubt einen maximalen Fluss von 2,5 l pro Minute.
- Impella CP mit Smart Assistent für Hochrisiko-Verfahren, erlaubt einen maximalen Fluss von 4,3 l pro Minute
- Impella 5.0 erlaubt einen maximalen Fluss von 5,0 l pro Minute durch zwei größere Pumpen.
- Impella 5,5 mit Smart Assistent erlaubt einen maximalen Fluss von 6,0 l pro Minute und ist eine Weiterentwicklung von Impella 5.0 und befindet sich seit 2019 noch in der Entwicklung und klinischen Erprobung.

Impella 2.5 und Impella CP können fünf Tage verbleiben, Impella 5.0 kann bis zu 10 Tagen ununterbrochen eingesetzt werden. Die Impella 2.5 und die Impella CP werden mittels Einführschleuse perkutan über die Femoralarterie platziert. Die Impella 5.0 wird in der Regel chirurgisch eingesetzt. Die Steuerung erfolgt über eine transportable Konsole. Die Pumpleistung geschieht unabhängig vom Herzschlag, sodass auch während der Ruhephase des Ventrikels Blut in die Aorta gepumpt wird.
- Impella RP bei Rechtsherzinsuffizienz mit Smart Assistent ist eine Variante zur Unterstützung der rechten Herzkammer. Sie wird über die Femoralvene eingebracht und verbindet die Vena cava inferior über die Trikuspidal- und die Pulmonalklappe mit der Pulmonalarterie. Hierbei wird das Blut in der Vena cava inferior aufgenommen und in die Arteria pulmonalis gepumpt.[5] Die Impella-RP-Mikroaxialpumpe ist in der Lage, bis zu 4 l pro Minute venöses Blut in die Lungenarterie zu fördern. Sie kann bis zu 14 Tage kontinuierlich im Herz verbleiben.[6]

## Indikationen
Das Hauptanwendungsgebiet der Impella ist der kardiogene Schock, verursacht etwa durch einen Herzinfarkt, terminale Herzinsuffizienz, Myokarditis, Stress-Kardiomyopathie, Peripartale Kardiomyopathie oder beim Postkardiotomiesyndrom nach herzchirurgischen Operationen. Abhängig von der Ursache des Schocks ist das Therapieziel die Überbrückung des Zeitraums bis zur Erholung des Herzens („Bridge-to-recovery“) oder ein Zeitgewinn bis zur Therapieentscheidung („Bridge-to-decision“) beispielsweise für ein dauerhaftes Herzunterstützungssystem oder eine Herztransplantation.
Der Einsatz von Impella-Pumpen erfolgt auch vorsorglich bei Koronarinterventionen im Rahmen einer Herzkatheteruntersuchung bei Patienten mit einem hohen Risiko für Komplikationen während der Prozedur. Dieses Vorgehen wird als „Protected PCI“ (Protected  Percutaneous coronary intervention deutsch Vorbeugende Perkutane Koronarintervention) bezeichnet.

## Weaning
Das Weaning (englisch Entwöhnung) von Patienten von Impella ist komplex und beinhaltet die Bewertung der zugrunde liegenden Erkrankung, die für die Einschätzung des Potenzials für eine Genesung des Herzens unerlässlich ist. Eine Überwachung während der Entwöhnungsphase mit Echokardiografie und Swan-Ganz-Katheter wird dringend empfohlen. Patienten, die für eine Entwöhnung in Frage kommen, müssen stabil sein, keine Inotropika aufweisen und sich von einer akuten Endorganschädigung erholt haben.

## Kontraindikationen
Kontraindiziert ist der Einsatz von Impella-Mikroaxialpumpen unter anderem bei
- höhergradigen Aortenklappenstenosen oder -insuffizienzen,
- mechanischen Aortenklappenprothesen,
- Ventrikelseptumdefekt,
- hypertropher obstruktiver Kardiomyopathie,
- Ventrikelthromben.

## Mögliche Komplikationen
- Hämolyse
- Blutung
- Immunantwort
- Embolie, Thrombose
- Gefäßverletzung bis hin zu Angionekrotomie
- Positionierungsprobleme
- Infektion und Sepsis
- Lageveränderung der Pumpe
- Kardiovalvuläre Verletzungen aufgrund einer starken Bewegung der Ansaugkanüle in Bezug auf die Herzklappe oder infolge der Anhaftung der Pumpe an das Klappensystem aufgrund eines Ansaugens bei einer falschen Platzierung
- Endokardiale Verletzungen infolge des Anhaftens der Pumpe aufgrund von Ansaugen
- Pumpendefekt, Verlust von Pumpenkomponenten nach einem Ausfall
- Abhängigkeit des Patienten von der Pumpe nach Unterstützung

## Effizienz
Bei Patienten mit infarktbedingtem kardiogenem Schock scheint der Einsatz der Herzpumpe Impella Todesfälle nicht zu verringern. Das legen zumindest Ergebnisse einer retrospektiven Analyse von Wissenschaftlern am Universitätsklinikum Hamburg-Eppendorf nahe. Eine DanGer SHOCK genannte randomisierte Studie soll hierzu die Gesamtmortalität nach sechs Monaten auswerten.